# イ・オ・ン
『イ・オ・ン』は、種村有菜による漫画作品。『りぼん』（集英社）に1997年6月号から11月号までの計6話が連載された。

## 概要
種村有菜の初連載作品。コミックスは全1巻。種村初の単行本である。
後の『神風怪盗ジャンヌ』に東大寺都の兄として昴が登場する。
2010年10月22日発売の『りぼんファンタジー増刊号』にて13年ぶりに新作読み切りが掲載された。この続編は、まず2011年4月刊行の『桜姫華伝』8巻に収録され、その後本作が文庫化された際に同時収録されている。

## あらすじ
ごく普通の女子高生、粒依音は生徒会長の白石広貴の猛烈アタックに悩む毎日。しかし依音は「恋をするなら夢を目指してる男の子」と言い、ずっと生徒会長から逃げ続けてきた。
ある日、依音はいつものように生徒会長から逃げていた。そこで同じ高校に通っている宝来帝に会う。聞けば彼は超能力を研究しているらしい。依音は夢を目指している帝に興味を持った。後日依音は、いたずら心で帝が知らないうちに帝が超能力研究をしていた小屋に入ってしまい、そこで帝が作り出した不思議な深い青の物質を見つける。
その物体をビーカーの中から取り出すと依音の体にとても強い電気が走り、その電気によって帝の小屋が火事になってしまう。自身が宙に浮いていることと合わせてとまどった依音だったが、帝に誘導されて超能力を使い、プールの水を小屋にかけ火事を食い止める。しかし翌日、生徒会長に超能力を使ったところを写真に撮られたことが発覚。そんなところに帝の知人らしい謎の転校生、水瀬藍が登場、依音に対抗意識を燃やす。
さまざまなピンチを協力して切り抜けていく依音と帝。2人の間にはいつしか特別な感情が芽生え……。

## 登場人物
粒 依音（つぶらぎ いおん）
主人公。物を浮かせる超能力を使える少女。
幼い頃に父が何度も言っていた、「自分の名前を唱えるジンクス」を信じている。幼い頃、母とともに父の研究所へ行った際に研究中の「物質」を飲み込んでしまったが、本人はその覚えがない。帝が作った「物質」を手にしたことにより、超能力に目覚める。名前の由来は化学用語の粒子とイオンから。
宝来 帝（ほうらい みかど）
IQ170の頭脳を持つ天才児だが、熱血で子供っぽい少年。サイコマンのファンで、戦隊ものにあこがれており正義感が強い。しばしば熱血心に満ちた発言をする。
校内の小屋で、「T・Y」というイニシャルの人物が残した超能力研究の文献を使って、青い「物質」を生み出すことに成功していた。
『りぼんファンタジー』に掲載された後日談では、作中終盤で割れた「物質」を修理している。また、依音とキスすることで超能力が伝染してしまうらしく、飛んできた野球ボールを手も使わずに止めたりした。
水瀬 藍（みなせ あい）
転入生。負けず嫌いな少女。帝の幼馴染であり彼に思いを寄せていて、超能力に憧れる帝のために能力を開花させ、スプーン曲げなどの念動力を覚えた。そのため、帝が現在行動を共にする依音に対抗心を燃やしていたが、のちに実力を認め、親友になる。
名前は現・Sho-Comi作家で作者の親友でもある、水瀬藍から由来する。
白石 広貴（しらいし こうき）
生徒会長。クールな性格で、超能力をあまり信じていない。幼い頃はサイコマンが好きで、超能力の存在を信じていたが、サイコマンのキャラクターショーを見に行った時に、誤って楽屋に入りタネや仕掛けがある事を知ってしまったためである。
そのため、超能力を研究している帝とその友人に対し、部活動登録を受理しない、暗幕を破る（実行犯は田吾作と推測される）などの嫌がらせを行う。
依音に惚れたきっかけは、演説前に緊張していたところを依音の言葉に励まされたことで、以来彼女を追い掛け回している。なお、そのとき依音に後ろ髪を縛ってもらったリボンをいつも身に着けている。
後日談でも、相変わらず依音を追いかけている。
東大寺 昴（とうだいじ すばる）
依音のクラスメイト。帝との付き合いは長く、科学研究に熱心である。『神風怪盗ジャンヌ』では科学者になっており、主要人物である東大寺都の兄として登場。
清乃（きよの）
依音のクラスメイト。さっぱりとした性格である。名前の由来は作者の友人。
愛美（まなみ）
依音のクラスメイト。敬語で喋る。うるうるとした涙もろい性格であるがこの表情が読者からの人気を集めた。清乃と同様、名前の由来は作者の友人。
田吾作（たごさく）
謎のキャラクター。白石の手下というべきポジションにいる。依音に手を貸し、変装して「ダミー依音」になることも。作者の高校時代には既に出来ていたキャラクターらしい。作品の所々で登場する。『この恋はNONフィクション』・『神風怪盗ジャンヌ』の番外編などでも同じ顔・同じ名前の関連キャラが登場。
サイコマン
戦隊もののキャラクター。帝があこがれているキャラである。
依音の母
16歳の時に依音を産んだ若い母。本名不明。父親がいない依音に対して、せめて母親らしいことをしようといつでも必死（遅刻寸前で飛び出していきそうな依音に、半ば無理やり朝ご飯を食べさせる、夏祭りに浴衣を着せるなど）。
夫の研究についてもある程度知っており、依音に、以前夫から預かっていた手紙を渡した。
粒 結城（つぶらぎ ゆうき）
依音の父にして超能力研究者。帝が持っていた研究書の著者でもある。すでに他界。作者曰く「依音が3歳ごろに25歳くらい」。幼い依音が「物質」を飲み込んでしまったため、制御するパスワードに「イオン」と打ち込んだ。依音にジンクスを教え込むことで超能力の開花を狙っていた節がある。

## 書誌情報
- 種村有菜『イ・オ・ン』集英社〈りぼんマスコットコミックス〉1997年12月発売 ISBN 4-08-856053-1
- 種村有菜『イ・オ・ン』集英社（集英社文庫コミック版）2011年5月発売 ISBN 978-4-08-619248-4
  - 後日談も同時収録。